# Jeon (gastronomia)
I jeon (전, 煎?) sono frittelle piatte coreane cotte in padella, solitamente consumate durante le giornate piovose, che si presentano in molte varianti diverse. Fra i jeon più comuni vi sono quelli a base di cipolle (pajeon), di fagioli mungo, carne (bindae-tteok) e patate (gamja-jeon). Esistono inoltre alcune tipologie dolci di jeon, come quelle a base di fiori commestibili (hwajeon).

## Nomi
Alla corte coreana il loro nome era jeonyuhwa (전유화?, 煎油花?), letto però come se fosse scritto jeonyueo (전유어?); jeon era solo uno dei suoi nomi comuni insieme a jeonya (저냐?) e jijimgae (지짐개?). Secondo il ricettario del XIX secolo Siuijeonseo, i jeon a uso rituale si chiamavano gannam (간남?, 肝南?).

## Descrizione
I jeon si preparano comunemente con pesce a polpa chiara e povero di grassi (ombrina, merluzzo, merluzzo giallo, orata e passera); carne magra di manzo o agnello, frattaglie come fegato e omaso; vongole, ostriche,  crostacei; verdure (zucca, melanzana, cipollotto, peperone verde, radice di loto, deodeok e cipolla), tofu, e fiori come azalea, rosa, Impatiens e Celosia. Gli ingredienti vengono tagliati finemente, infarinati, passati nell'uovo e fritti in padella con dell'olio. Si servono con salsa di soia o salsa di soia e aceto.
Sono uno dei piatti coreani maggiormente consumati, e si ritrovano frequentemente anche sulle tavole imbandite per i jesa organizzati nel giorno del Chuseok e del Capodanno lunare. I jeon per questo genere di rituale sono quelli di merluzzo essiccato, funghi, carne e zucca, mentre si evitano quelli a base di cipollotto.

## Storia
I jeon appaiono per la prima volta nella letteratura coreana con il nome di gannam nel registro storico che riporta i piatti serviti per colazione agli ambasciatori cinesi giunti in Corea nel 1609. Le ricette dell'epoca, tutte senza uova, prevedevano tre diversi metodi: frittura degli ingredienti avvolti in una pastella di cereali; frittura degli ingredienti senza pastella; aggiunta della pastella sopra agli ingredienti mentre questi stanno già sfrigolando in padella. Nel corso del secolo successivo si aggiunse una quarta ricetta, che prevedeva d'infilzare su uno spiedino gli ingredienti fritti nell'olio, specialmente se si trattava di tofu. La ricetta tramandata fino all'epoca moderna comparve nel XIX secolo, affiancata da un'ampia gamma di altre ricette per cui i jeon non erano un piatto a sé, ma un accompagnamento a zuppe e cibi al vapore.

## Galleria d'immagini

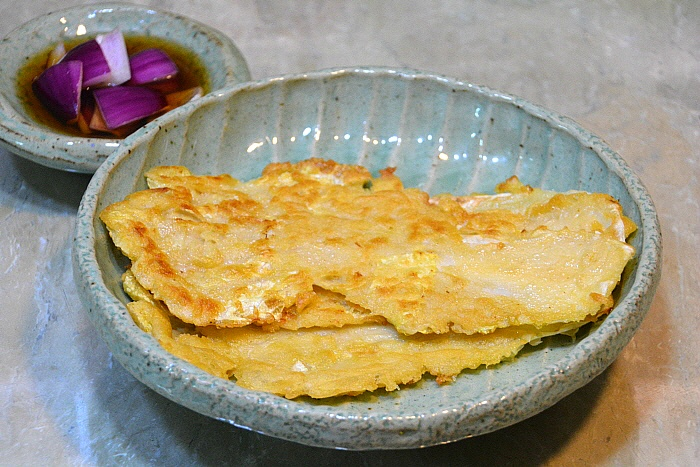
Baechu-jeon (di cavolo napa)
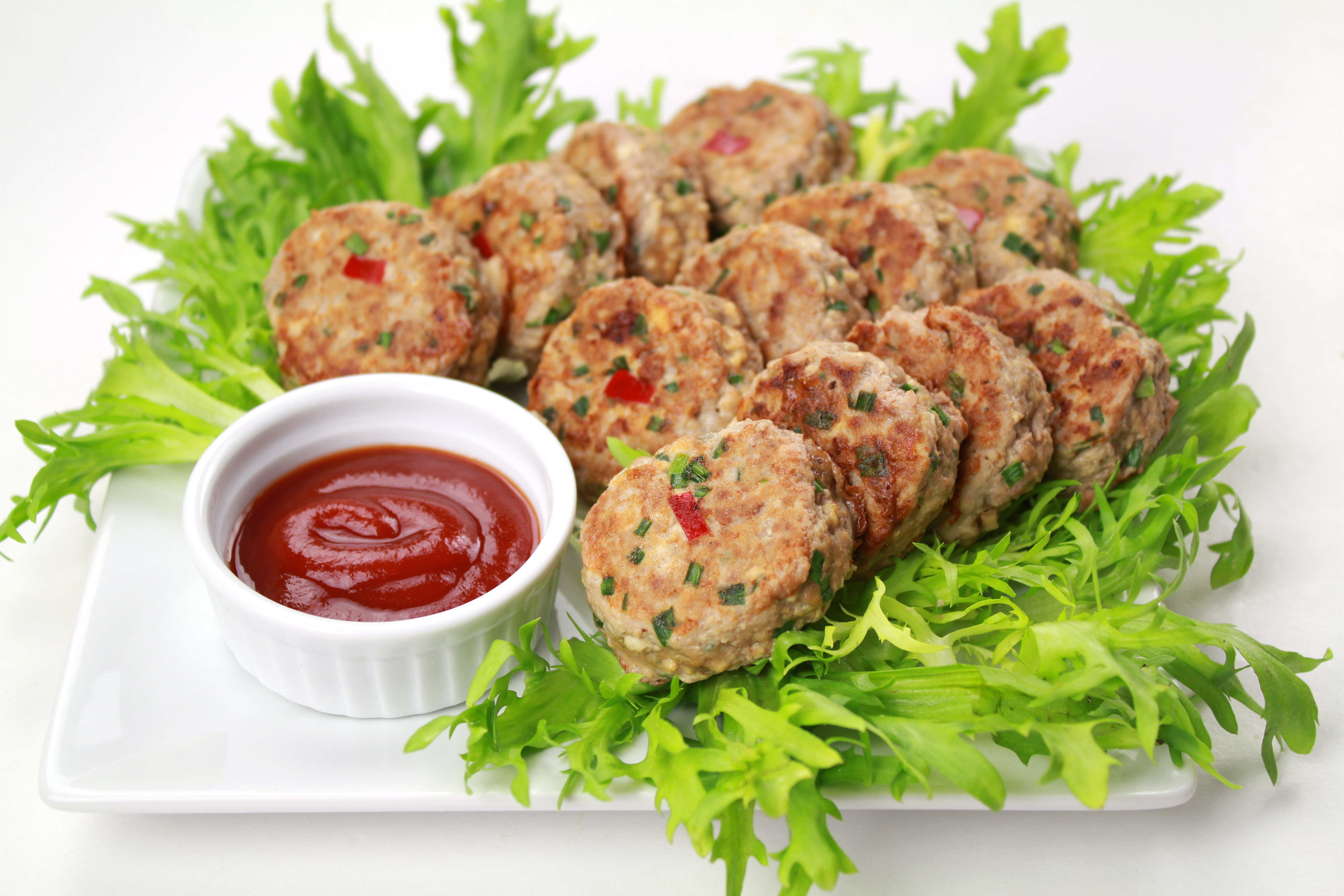
Donggeurang-ttaeng (polpette di carne)
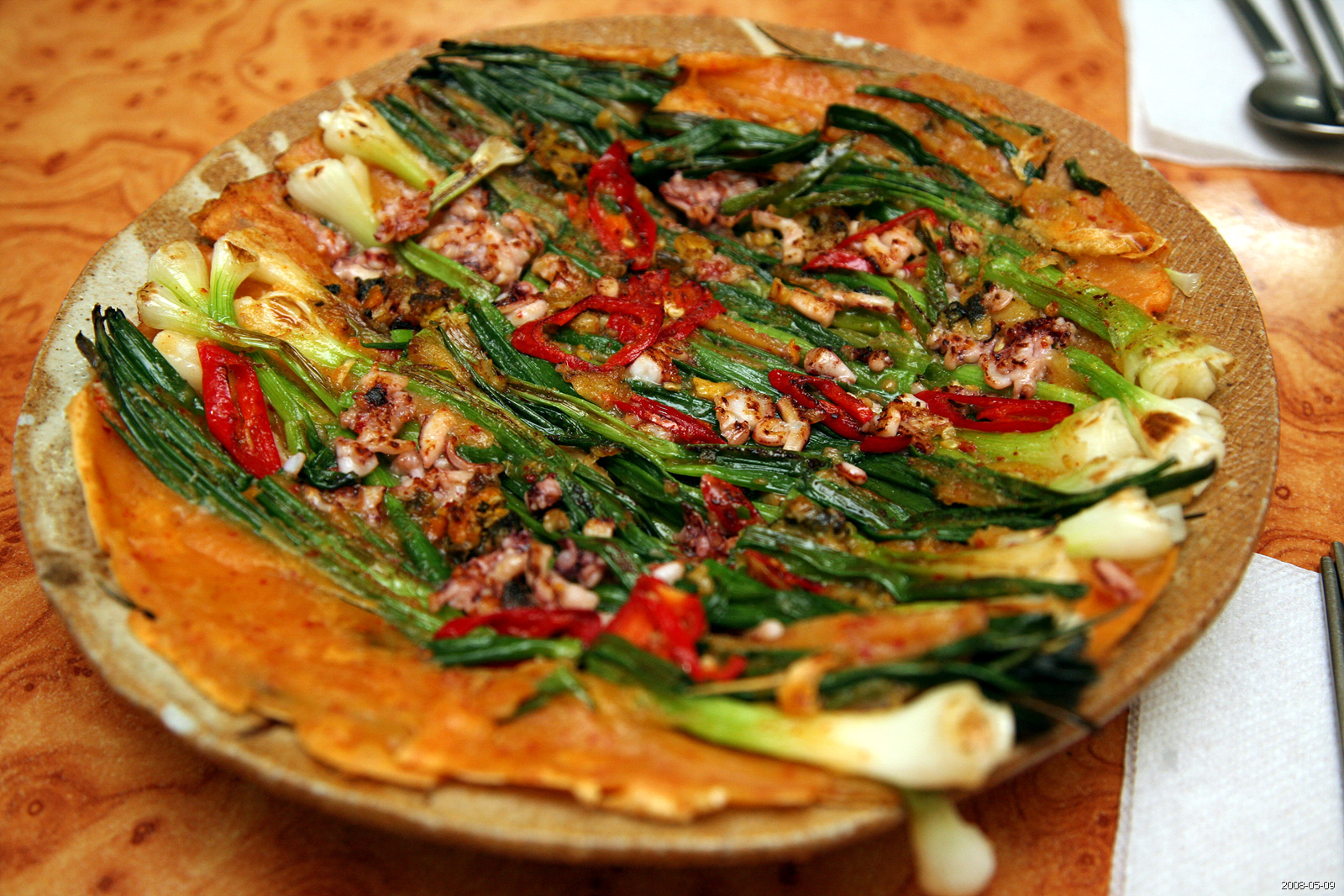
Dongnae-pajeon (di cipolla egiziana, tipico del distretto di Dongnae a Pusan)
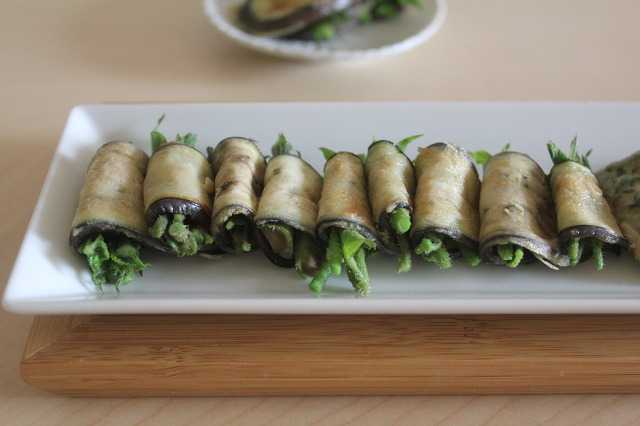
Dureup-gaji-jeon (con germogli di angelica)
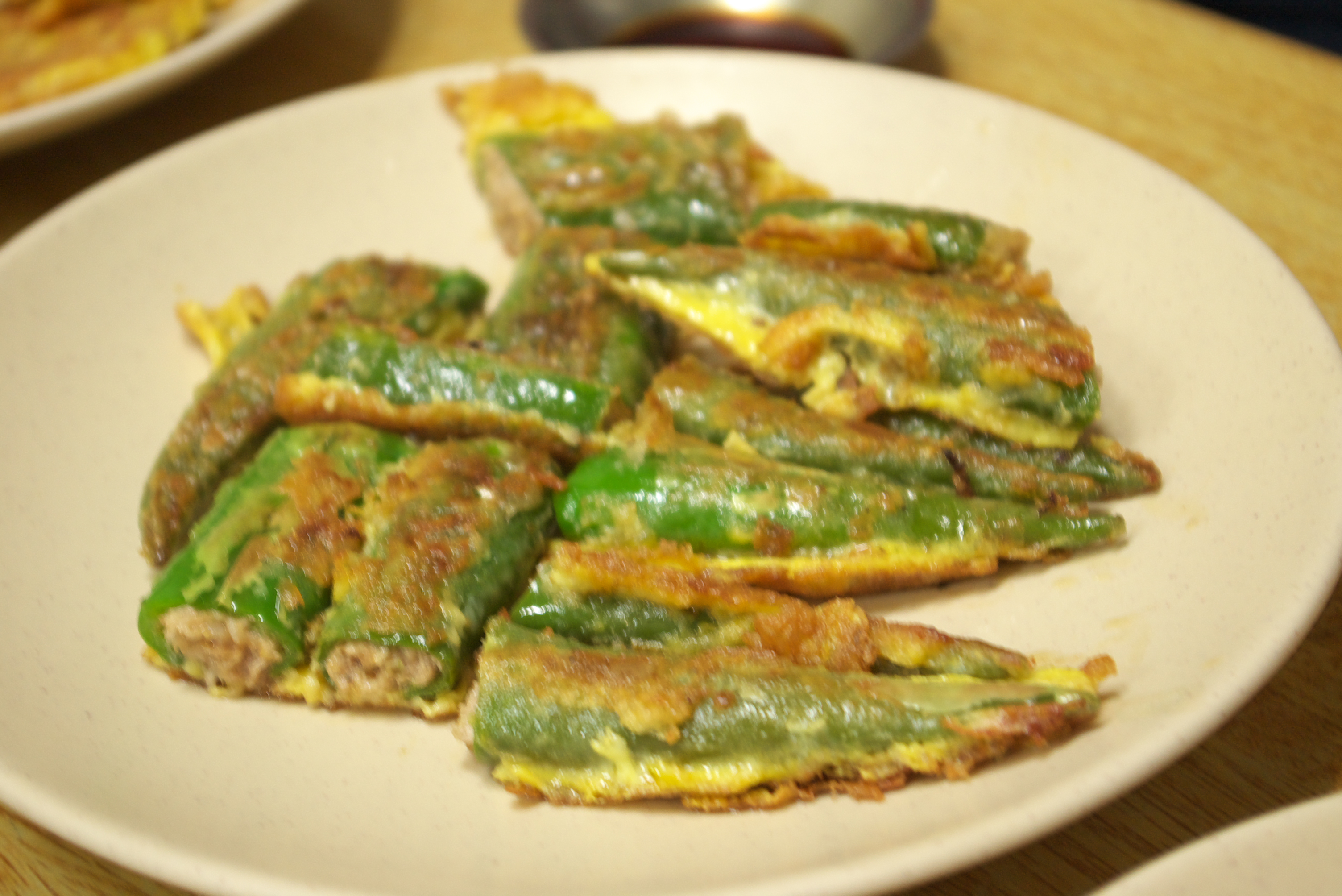
Gochu-jeon (con peperoncini)
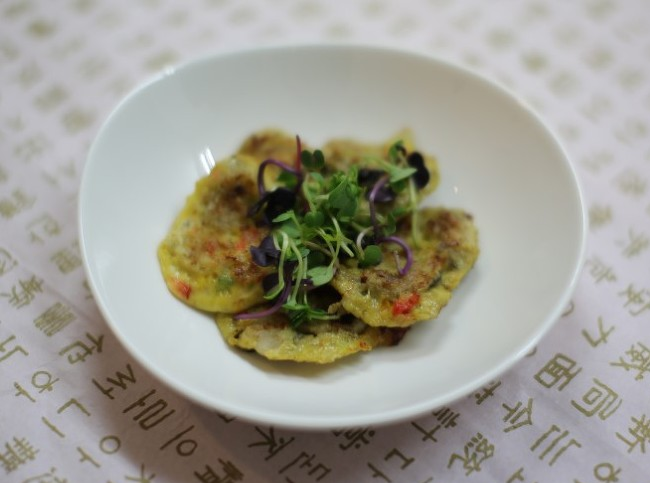
Guljeon (con ostriche)
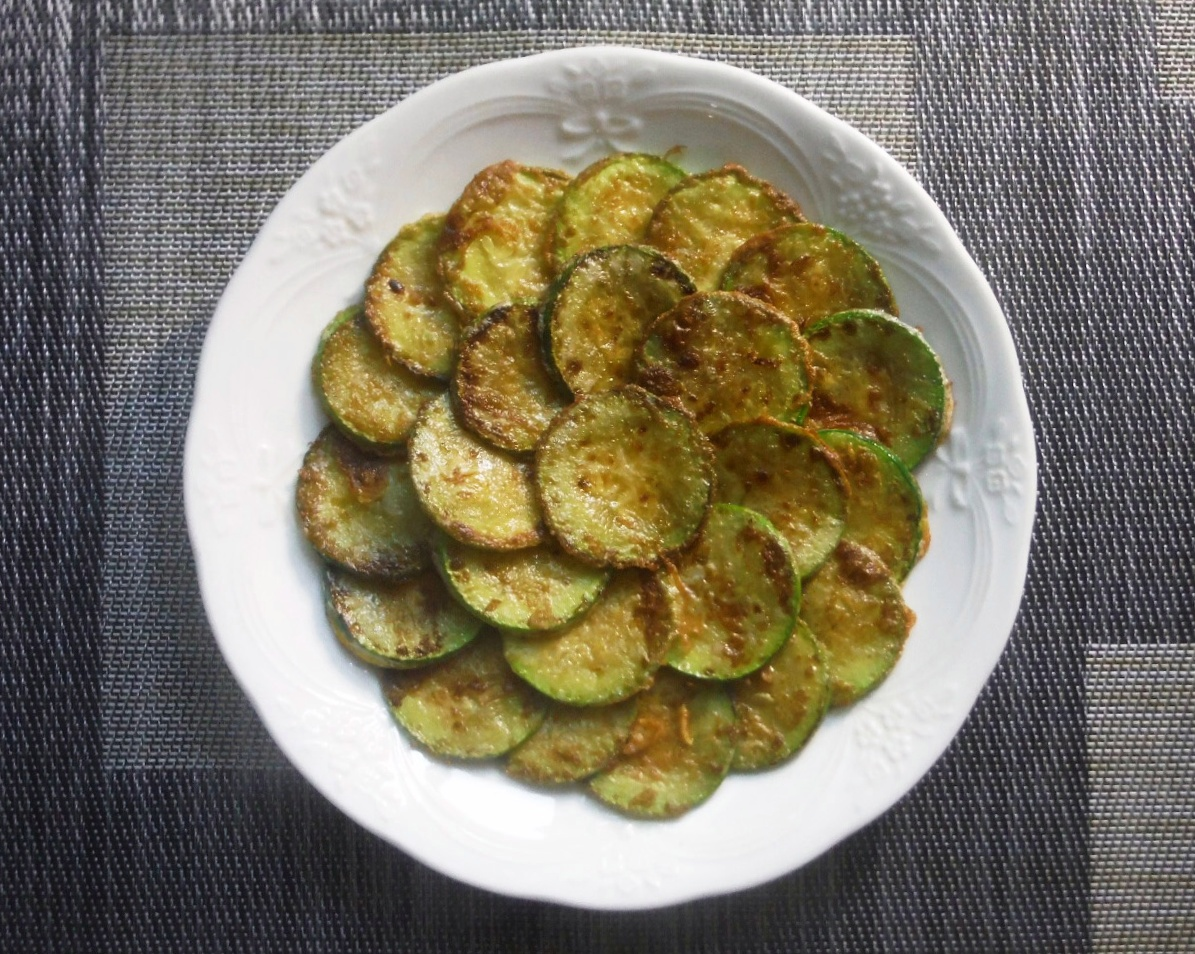
Hobak-jeon (con zucchine coreane)
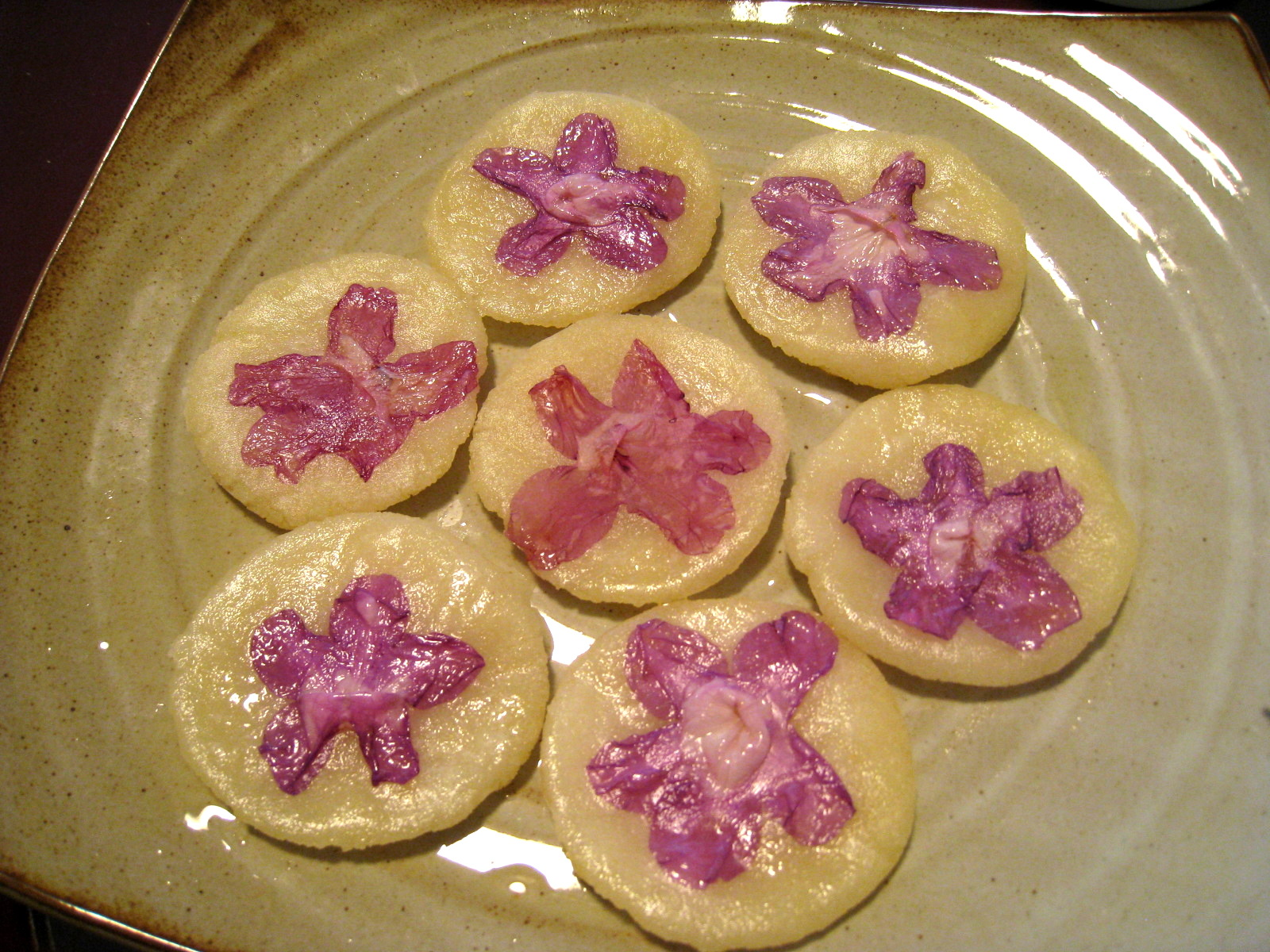
Hwajeon (con fiori edibili)
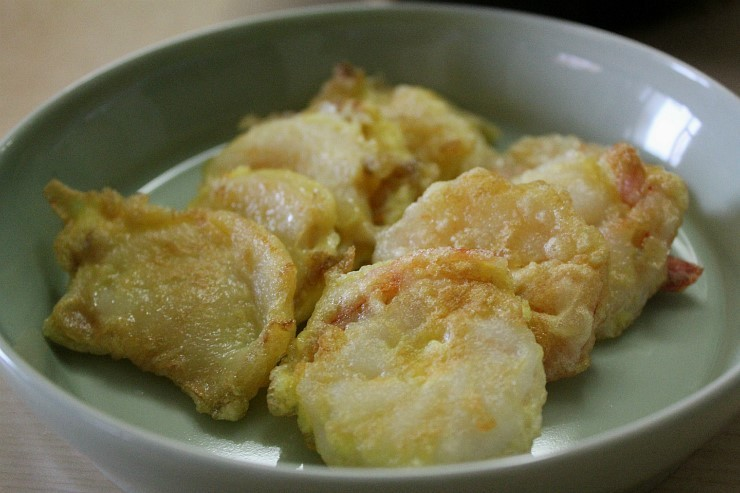
Jeonbok-jeon (con abaloni)
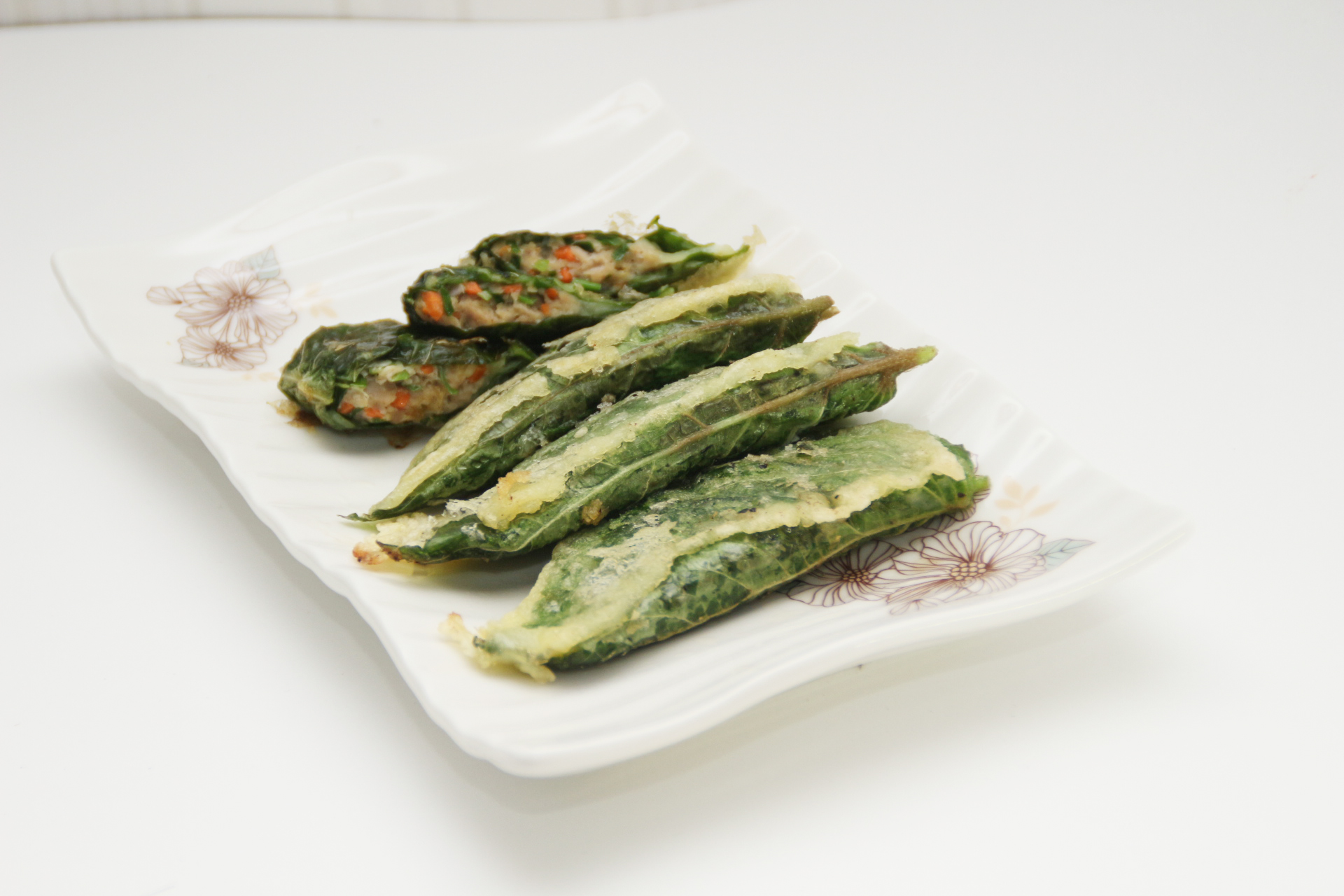
Kkaennip-jeon (con foglie di perilla)
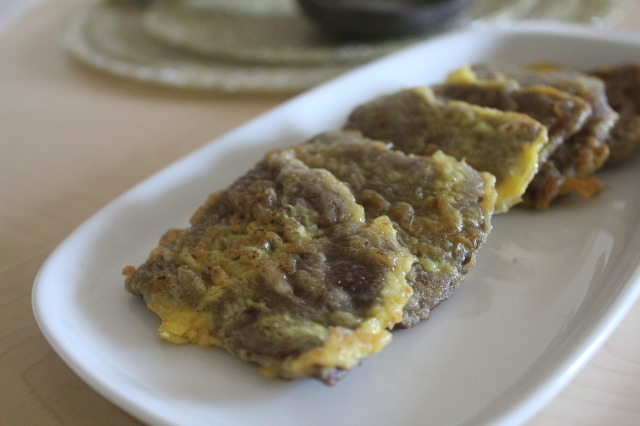
Yukjeon (con carne di manzo)